# بی‌گناه (مجموعه نمایش خانگی)
بی‌گناه سریال نمایش خانگی در ژانر خانوادگی و درام، به کارگردانی مهران احمدی، تهیه‌کنندگی مصطفی کیایی و نویسندگی عماد رضایی‌نیک و رضا علی‌پور، به سرپرستی محسن کیایی است. داستان آن دربارهٔ فردی به نام بهمن مردانی است که پس از چند سال، برای کشف رازی که موجب فرار او از کشور شده بود، به ایران بازمیگردد. گروه بازیگران فیلم شامل محسن کیایی، رؤیا تیموریان، شبنم مقدمی، مسعود رایگان، مهرانه مهین‌ترابی، رؤیا تیموریان، آتیلا پسیانی، مهران احمدی، ماهور الوند، نسرین نصرتی، منوچهر زنده‌دل،  هدیه بازوند،   ویشکا آسایش و  نوید لایقی مقدم  می‌شود. پخش بی‌گناه از ۶ شهریور ۱۴۰۱ در فیلیمو آغاز شد.

## خلاصهٔ داستان
بهمن مردانی (محسن کیایی) برای کشف راز آنچه بیست و پنج سال قبل باعث فرار او به خارج از کشور شده بود به ایران بازمی‌گردد، و برگشتن او خانوادهٔ رشید فرشباف (مسعود رایگان) استاد مشهور طراحی فرش را در موقعیت تازه‌ای قرار می‌دهد.

## بازیگران
(محمدحسین فرجی) (دستیار)

| بازیگر            | نقش                 |
| ----------------- | ------------------- |
| محسن کیایی        | بهمن مردانی         |
| شبنم مقدمی        | فروغ مردانی(فرشباف) |
| ویشکا آسایش       | مهتاب فرشباف(جودکی) |
| مسعود رایگان      | رشید فرشباف         |
| مهرانه مهین ترابی | ابریشم قلی خانی     |
| رؤیا تیموریان     | ناهید ریاحی         |
| آتیلا پسیانی      | فرهنگ کثرتی         |
| مهران احمدی       | عطا معصومی باش      |
| نسرین نصرتی       | پروین فرشباف        |
| هدیه بازوند       | یلدا فرشباف         |
| ماهور الوند       | جانا نباتی          |
| نوید لایقی مقدم   | وحید منفرد          |
| حسین پورکریمی     | سهراب فرشباف        |
| احسان معجونی      | سینا معصومی باش     |
| باران احمدی       | سارینا معصومی باش   |
| مبینا طبایی       | کیانا               |
| منوچهر زنده‌دل     | منوچهر نباتی        |
| مهران وثوقی       | رشید فرشباف         |
| یگانه رادبخش      | ابریشم قلی خانی     |
| دنیا مدنی         | ناهید ریاحی         |
| شیرین جروقی       | فروغ مردانی(فرشباف) |
| سحر خطیبی         | مهتاب فرشباف(جودکی) |
| مریم شاه ولی      | پروین فرشباف        |

## پخش
پخش بی‌گناه، یکشنبه ۶ شهریور ۱۴۰۱ در فیلیمو آغاز شد و قسمت‌های بعدی آن به‌صورت هفتگی منتشر می‌شود.

## جوایز

### بیست‌ودومین دوره جشن حافظ
| قسمت                                   | نامزد         | نتیجه |
| -------------------------------------- | ------------- | ----- |
| بهترین خواننده تیتراژ مجموعه تلویزیونی | علیرضا قربانی | برنده |

## موسیقی
خوانندهٔ تیتراژ پایانی این مجموعه علیرضا قربانی است. این شعر با مطلع «تو خنده دوری در یاد، تو قاصدکی دور از باد»، سروده‌ای از حسین غیاثی است که آهنگسازی آن را علیرضا افکاری بر عهده داشته‌است. تیتراژ این مجموعهٔ تلویزیونی دومین همکاری افکاری و قربانی، پس از همکاری قبلی‌شان در تولید دو آهنگ هم‌گناه، به کارگردانی مصطفی کیایی بود.
| شماره | نام                      | سراینده    | آهنگساز       | خواننده       | مدت  |
| ----- | ------------------------ | ---------- | ------------- | ------------- | ---- |
| ۱.    | «بی‌گناه» (تیتراژ پایانی) | حسین غیاثی | علیرضا افکاری | علیرضا قربانی | ۳:۵۵ |

## بازخورد
روزنامهٔ هفت صبح طی گزارشی همزمان با پخش اولین قسمت به بررسی آن پرداخت. از نظر این روزنامه بازی بازیگران بی‌گناه در اولین قسمت «خوب و باورپذیر» بود و سهم قابل‌توجهی از معرفی شخصیت‌های «مرموز» داستان به دو شخصیت مجموعه با بازی رایگان و کیایی تعلق داشت. طبق گزارش هفت صبح، در کمتر از نه ساعت از پخش نخستین قسمت بی‌گناه، نه هزار کاربر تماشاگر مجموعه بودند و نود درصد از آنان این قسمت را پسندیده‌اند اما مخاطبانی هم بودند که متوجه برخی از قسمت‌های داستان نشدند. روزنامهٔ خراسان طی مطلبی به شباهت نام این مجموعه به هم‌گناه اشاره کرد که اگرچه ادامهٔ آن سریال نیست اما «حال‌وهوای کلی» و ویژگی تعدد شخصیت‌ها و روایت قصه‌های مستقل آنان در جریان داستان اصلی، در این مجموعه نیز وجود دارد. بی‌گناه مانند هم‌گناه فلش‌بک‌هایی به گذشتهٔ شخصیت‌های داستان دارد و تمامی شخصیت‌های اصلی مجموعه در همان قسمت اول وارد روند داستان شدند.